# Chromidotilapia kingsleyae
Chromidotilapia kingsleyae är en fiskart som beskrevs av Boulenger, 1898. Chromidotilapia kingsleyae ingår i släktet Chromidotilapia och familjen Cichlidae. IUCN kategoriserar arten globalt som livskraftig. Inga underarter finns listade i Catalogue of Life.